# Daniele Ferrari
Daniele Ferrari (Comun Nuovo, 18 gennaio 1920 – Genova, 20 dicembre 2006) è stato un vescovo cattolico italiano.

## Biografia
Nacque a Comun Nuovo, in provincia e diocesi di Bergamo, il 18 gennaio 1920.

### Formazione e ministero sacerdotale
Ottenne la laurea in lettere e giurisprudenza.
Il 20 marzo 1943 fu ordinato presbitero a Bergamo.
Dopo l'ordinazione fu vicario parrocchiale a Filago e poi a Comun Nuovo. A partire dal 1949 fu direttore spirituale del seminario regionale di Benevento, mentre dal 1953 di quello di Siena.
Il 29 agosto 1958 papa Giovanni XXIII gli conferì il titolo di cameriere segreto soprannumerario di Sua Santità.
Nel 1961 si trasferì a Roma, dopo la nomina a direttore spirituale del Pontificio Seminario Romano Maggiore.

### Ministero episcopale
Il 7 settembre 1970 papa Paolo VI lo nominò vescovo ausiliare di Gaeta e vescovo titolare di Velia. Il 25 ottobre seguente ricevette l'ordinazione episcopale, nella cappella maggiore del Pontificio Seminario Romano Maggiore a Roma, dal cardinale Angelo Dell'Acqua, co-consacranti gli arcivescovi Ugo Poletti (poi cardinale) e Roberto Ronca.
Il 22 febbraio 1973 lo stesso papa lo nominò vescovo di Chiavari; succedette a Luigi Maverna, dimessosi essendo stato nominato in precedenza assistente ecclesiastico generale dell'Azione Cattolica. L'8 aprile successivo prese possesso della diocesi.
Nel 1984 inaugurò il museo diocesano di arte sacra, mentre nel 1986 l'istituto di scienze religiose Mater Ecclesiae. Nel 1987 indisse il quarto sinodo diocesano.
Il 4 agosto 1995 papa Giovanni Paolo II accolse la sua rinuncia, presentata per raggiunti limiti di età, al governo pastorale della diocesi di Chiavari; gli succedette Alberto Maria Careggio, del clero di Aosta. Rimase amministratore apostolico della diocesi fino all'ingresso del successore, avvenuto il 24 settembre seguente.
Morì nel pomeriggio del 20 dicembre 2006 in una clinica di Genova. Dopo le esequie, celebrate il 23 dicembre nella cattedrale di Chiavari dall'arcivescovo Angelo Bagnasco, fu sepolto nella cripta dello stesso edificio.

## Genealogia episcopale
La genealogia episcopale è:
- Cardinale Scipione Rebiba
- Cardinale Giulio Antonio Santori
- Cardinale Girolamo Bernerio, O.P.
- Arcivescovo Galeazzo Sanvitale
- Cardinale Ludovico Ludovisi
- Cardinale Luigi Caetani
- Cardinale Ulderico Carpegna
- Cardinale Paluzzo Paluzzi Altieri degli Albertoni
- Papa Benedetto XIII
- Papa Benedetto XIV
- Papa Clemente XIII
- Cardinale Bernardino Giraud
- Cardinale Alessandro Mattei
- Cardinale Pietro Francesco Galleffi
- Cardinale Filippo de Angelis
- Cardinale Amilcare Malagola
- Cardinale Giovanni Tacci Porcelli
- Papa Giovanni XXIII
- Cardinale Angelo Dell'Acqua, O.SS.C.A.
- Vescovo Daniele Ferrari